# Gammafunktion

Graph der Gammafunktion im Reellen

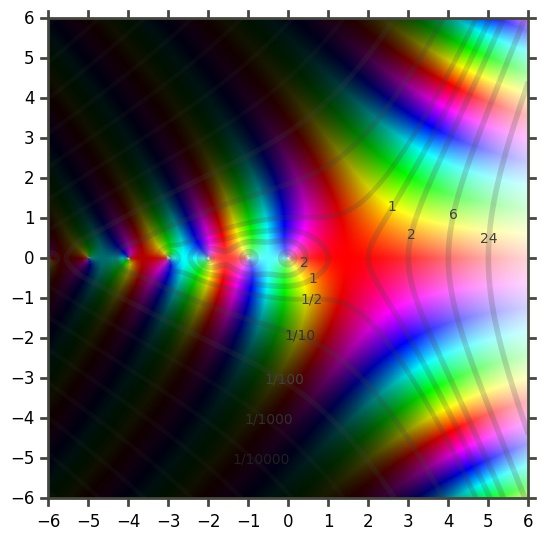
Komplexe Gammafunktion: Die Helligkeit entspricht dem Betrag, die Farbe dem Argument des Funktionswerts. Zusätzlich sind Höhenlinien konstanten Betrags eingezeichnet.

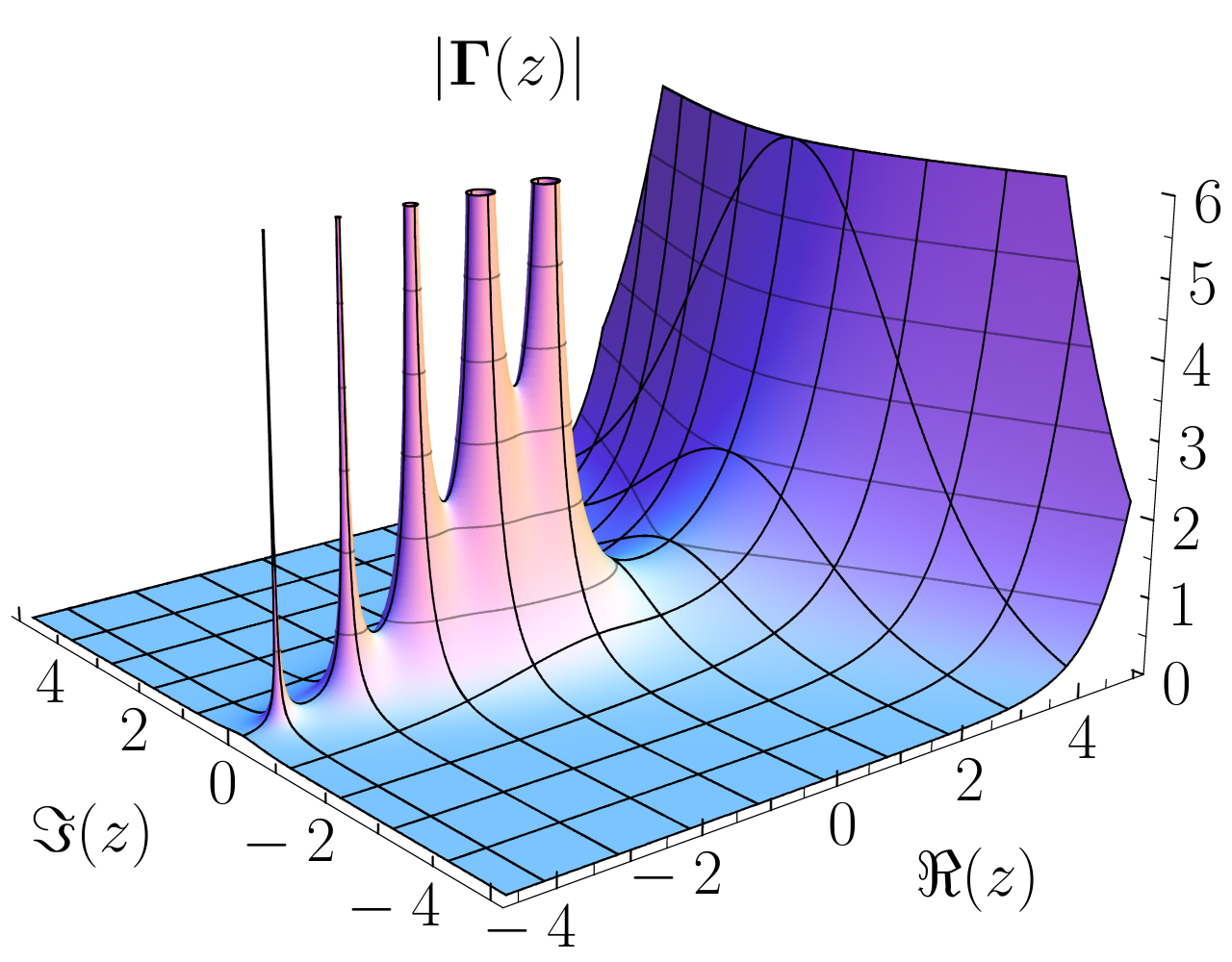
Betrag der komplexen Gammafunktion

Die Eulersche Gammafunktion, auch kurz Gammafunktion oder Eulersches Integral zweiter Gattung, ist eine der wichtigsten speziellen Funktionen und wird in den mathematischen Teilgebieten der Analysis und der Funktionentheorie untersucht. Sie wird heute durch ein {\displaystyle \Gamma }, den griechischen Großbuchstaben Gamma, bezeichnet und ist eine transzendente meromorphe Funktion mit der Eigenschaft
{\displaystyle \Gamma (n)=(n-1)!}
für jede natürliche Zahl {\displaystyle n\geq 1}, wobei mit {\displaystyle !} die Fakultät bezeichnet wird.
Die Gammafunktion erweitert also die Fakultätsfunktion auf nichtnatürliche Argumente, jedoch mit einer Verschiebung des Arguments der Funktion um 1 im Vergleich mit der Fakultät.
Genauer ist die Gammafunktion für alle komplexen Zahlen außer Null und den negativen ganzen Zahlen definiert. Ihr Definitionsbereich ist also {\displaystyle \mathbb {C} \setminus \{0,-1,-2,\dotsc \}}.
Der Schweizer Mathematiker Leonhard Euler führte 1729 die Gammafunktion ein, als er versuchte, die Fakultät auf nicht-ganzzahlige Argumente zu verallgemeinern. Er definierte die Gammafunktion durch ein unendliches Produkt. Es gibt jedoch noch weitere äquivalente Möglichkeiten, die Gammafunktion zu definieren. Heute wird die Gammafunktion oft mit der folgenden Integraldarstellung definiert, die ebenfalls auf Euler zurückgeht:
{\displaystyle \Gamma (z)=\int _{0}^{\infty }t^{z-1}\mathrm {e} ^{-t}\mathrm {d} t}
Die Gammafunktion liegt der Gamma-Wahrscheinlichkeitsverteilung zugrunde.

## Problemstellung
Die Fakultätsfunktion {\displaystyle n\mapsto n!} ordnet einer natürlichen Zahl das Produkt aller natürlichen Zahlen bis zu dieser Zahl zu. Bezeichnet wird die Fakultät mit dem Symbol des Ausrufezeichens {\displaystyle !}. Also gilt zum Beispiel
{\displaystyle 4!=1\cdot 2\cdot 3\cdot 4=24,}
gesprochen "4 Fakultät".
Die Fakultät erfüllt für jede natürliche Zahl {\displaystyle n} die Funktionalgleichung {\displaystyle n!\cdot (n+1)=(n+1)!}. So gilt etwa {\displaystyle 4!\cdot 5=5!}.
Im 17. Jahrhundert galt es innerhalb der Mathematik als Problem, ob sich diese Fakultätsfunktion auch auf Zahlen anderer Art erweitern ließe. Konkret bedeutet das:
- Lassen sich Fakultäten auch für beliebige rationale, reelle, komplexe Zahlen berechnen? Wie etwa könnte man sich etwa {\displaystyle ({\tfrac {1}{2}})!} vorstellen?
- Falls solche „universellen“ Fakultätsfunktionen gefunden werden, welche mathematischen Eigenschaften können ihnen gegeben werden? Zeichnet sich eine dieser Funktionen strukturell als ganz besonders natürlich aus? Ist diese besondere Funktion eindeutig bestimmt, liefert also „die eine“ verallgemeinerte Fakultät?

Die Gammafunktion liefert eine zufriedenstellende Antwort auf diese Fragen:
- Sie verallgemeinert – mit einer Verschiebung um 1 – die Fakultätsfunktion: Für jede natürliche Zahl {\displaystyle n} liefert {\displaystyle \Gamma (n+1)=n!}, also gilt zum Beispiel {\displaystyle \Gamma (5)=4!=24} (die Verschiebung um 1 von der oben erwähnten Fakultät ist auf eine Konvention aus dem 19. Jahrhundert zurückzuführen).

- Die Funktionalgleichung {\displaystyle n!\cdot (n+1)=(n+1)!}, die von der Fakultät erfüllt ist, ist immer noch für die Gammafunktion gültig (unter Berücksichtigung der Verschiebung um 1 zwischen der Fakultät und der Gammafunktion): So gilt die Funktionalgleichung {\displaystyle \Gamma (z)\cdot z=\Gamma (z+1)} für jede komplexe (möglicherweise nichtnatürliche) Zahl {\displaystyle z} (außer für negative ganze Zahlen, denn diese liegen außerhalb des Definitionsbereichs der Gammafunktion).

Es ist anzumerken, dass diese beiden Eigenschaften die Gamma-Funktion nicht eindeutig charakterisieren. Es gibt unendlich viele andere Funktionen, die die Fakultät verallgemeinern und die Funktionalgleichung {\displaystyle \Gamma (z)\cdot z=\Gamma (z+1)} erfüllen. Die Gammafunktion ist jedoch die einzige dieser Funktionen, die zusätzliche, als „natürlich“ angesehene Eigenschaften, wie logarithmische Konvexität, aufweist (siehe zum Beispiel den Satz von Bohr-Mollerup).

## Geschichte
Als früheste Definition der Gammafunktion gilt die in einem Brief von Daniel Bernoulli an Christian Goldbach vom 6. Oktober 1729 gegebene:
{\displaystyle \left(A+{\frac {x}{2}}\right)^{x-1}\left({\frac {2}{1+x}}\cdot {\frac {3}{2+x}}\cdot {\frac {4}{3+x}}\cdots {\frac {A}{A-1+x}}\right)}
für unendlich große {\displaystyle A}, entsprechend heutiger Notation {\displaystyle x!} oder {\displaystyle \Gamma (x+1)}. Wenige Tage später, am 13. Oktoberjul. / 24. Oktober 1729greg., beschrieb Euler ebenfalls in einem Brief an Goldbach die ähnliche, etwas einfachere Formel
{\displaystyle {\frac {1\cdot 2\cdot 3\dotsm n}{(1+m)(2+m)\dotsm (n+m)}}\,(n+1)^{m}.}
Diese von Leonhard Euler entdeckte Formel für die Gammafunktion kann direkt als unendliche Produktreihe in ihrer standardisierten Form so dargestellt werden:
{\displaystyle \Gamma (x)={\frac {1}{x}}\prod _{n=1}^{\infty }\left(1+{\frac {1}{n}}\right)^{x}\left(1+{\frac {x}{n}}\right)^{-1}}
{\displaystyle \Gamma (x)=\prod _{n=1}^{\infty }\left(1+{\frac {1}{n}}\right)^{x-1}\left(1+(x-1){\frac {1}{n}}\right)^{-1}}
Sie ist für alle komplexen Zahlen {\displaystyle x\in \mathbb {C} } gültig und wurde 1812 von Gauß (für den Fall komplexer Zahlen) wiederentdeckt (die genannten Briefe wurden erst 1843 herausgegeben). Am 8. Januar 1730 beschrieb Euler in einem Brief an Goldbach folgendes Integral zur Interpolation der Fakultätsfunktion, das er am 28. November 1729 der St. Petersburger Akademie vorgestellt hatte:
{\displaystyle \int \!\mathrm {d} x(-lx)^{n},}     in heutiger Notation:     {\displaystyle \displaystyle \Gamma (n+1)=\int _{0}^{1}(-\log x)^{n}\mathrm {d} x}
Diese Definition wurde von Euler später bevorzugt verwendet und geht durch die Substitution {\displaystyle t=-\log x} in die Form
{\displaystyle \Gamma (n+1)=\int _{0}^{\infty }t^{n}\mathrm {e} ^{-t}\mathrm {d} t}
über. Euler entdeckte dieses Integral bei der Untersuchung eines Problems aus der Mechanik, bei dem die Beschleunigung eines Teilchens betrachtet wird.
Adrien-Marie Legendre führte 1809 die griechische Majuskel {\displaystyle \Gamma } (Gamma) als Funktionssymbol ein. Gauß verwendete 1812 das Funktionssymbol {\displaystyle \Pi } (Pi) so, dass {\displaystyle \Pi (x)=\Gamma (x+1)} und somit auch {\displaystyle \Pi (n)=n!} für nichtnegative ganzzahlige {\displaystyle n} gilt. Es setzte sich jedoch nicht durch; heute wird {\displaystyle \Pi } als Symbol für ein Produkt benutzt (analog zu {\displaystyle \Sigma } für eine Summe).

## Definition und elementare Darstellungsformen
Es gibt in der Literatur keine einheitliche Definition für die Gammafunktion.
Häufig wird das Eulersche Integral zweiter Gattung gegeben. Ein Nachteil ist, dass dieses Integral nicht überall konvergiert. Somit ist eine globale Berechnung mittels dieser Definition nur indirekt möglich. Für komplexe Zahlen {\displaystyle z} mit positivem Realteil ist die Gammafunktion damit das uneigentliche Integral
{\displaystyle \Gamma (z)=\int _{0}^{\infty }t^{z-1}{\mathrm {e} }^{-t}\mathrm {d} t.}
Die dadurch definierte Funktion ist holomorph, da das Integral (wegen des schnellen Abfallens der Exponentialfunktion) auf kompakten Mengen gleichmäßig konvergiert. Dies ermöglicht den Einsatz des Weierstraßschen Konvergenzsatzes. Mittels meromorpher Fortsetzung lässt sich {\displaystyle \Gamma (z)} schließlich für alle Werte {\displaystyle \mathbb {C} \setminus \{0,-1,-2,\dotsc \}} berechnen.
Eine andere Darstellung mittels eines Produktes motiviert die Verallgemeinerung der Fakultät auf direkte Weise. Sie ist gegeben durch:
{\displaystyle \Gamma (z)=\lim _{n\to \infty }{\frac {n!\,n^{z}}{z(z+1)(z+2)\dotsm (z+n)}}}
In seinem Buch Number Theory. Analytic and modern tools gibt Henri Cohen eine Definition mittels der Hurwitzschen Zeta-Funktion {\displaystyle \zeta (s,z)}. Als Begründung hierfür wird eine „einfache Möglichkeit der Verallgemeinerung“ und die „Betonung wichtiger Formeln“ angegeben. Es gilt demnach für komplexe Zahlen {\displaystyle z} mit positivem Realteil
{\displaystyle \Gamma (z)=\exp(\zeta '(0,\ z)-\zeta '(0,\ 1)),}
wobei die Ableitung bezüglich der ersten Variablen gebildet ist.

## Globale Eigenschaften

### Funktionalgleichung und Meromorphie
Die Gammafunktion erfüllt in ihrem Definitionsbereich für alle {\displaystyle z} die Funktionalgleichung
{\displaystyle z\;\Gamma (z)=\Gamma (z+1).}
Mittels dieser Relation ist eine induktive Fortsetzung (beispielsweise des Eulerschen Integrals) möglich. Es gilt für alle {\displaystyle n=0,1,2,\dotsc }
{\displaystyle \Gamma (z)={\frac {\Gamma (z+n+1)}{z(z+1)(z+2)\cdots (z+n)}}.}

### Nullstellen und Polstellen
Aus der vorherigen Darstellung kann gefolgert werden, dass {\displaystyle \Gamma (z)} zu einer auf {\displaystyle \mathbb {C} } meromorphen Funktion fortgesetzt werden kann, die Pole an den Stellen {\displaystyle z=0,-1,-2,\dotsc } besitzt. Alle Pole sind einfach und besitzen das Residuum
{\displaystyle \operatorname {Res} _{z=-n}\Gamma (z)={\frac {(-1)^{n}}{n!}}},
hierbei ist {\displaystyle n\in \mathbb {N} _{0}}. Nullstellen besitzt {\displaystyle \Gamma } keine. Das macht {\displaystyle \Gamma ^{-1}} zu einer ganzen Funktion mit ausschließlich einfachen Nullstellen.

### Der Satz von Hölder
Der Satz von Hölder (Otto Hölder 1886) ist ein Negativresultat und besagt, dass die Gammafunktion keine algebraische Differentialgleichung erfüllt, deren Koeffizienten rationale Funktionen sind. Das heißt, es gibt keine Differentialgleichung der Form {\displaystyle f(z,y(z),y'(z),\dotsc ,y^{(n)}(z))=0} mit einer nichtnegativen ganzen Zahl {\displaystyle n} und einem Polynom {\displaystyle f\neq 0} in {\displaystyle y,y',\dotsc ,y^{(n)}}, dessen Koeffizienten rationale Funktionen von {\displaystyle z} sind, und der Lösung {\displaystyle y=\Gamma }.

## Axiomatische Charakterisierung

### Fortsetzung der Fakultät
Die Bedingungen {\displaystyle G(1)=1} und {\displaystyle G(x+1)=x\cdot G(x)}, die die Fakultät für natürliche Zahlen eindeutig beschreiben, werden auch von anderen analytischen Funktionen als der Gammafunktion erfüllt. Für positive {\displaystyle x} erfüllt beispielsweise die Funktion
{\displaystyle G(x)=\Gamma (x)\cdot \left(1+c\,\sin(2\pi x)\right)}
für {\displaystyle 0<c<1} die charakteristischen Bedingungen der Gammafunktion. Weierstraß fügte 1854 daher die notwendige und hinreichende Bedingung
{\displaystyle \lim _{n\to \infty }{\frac {G(x+n)}{G(n)\,n^{x}}}=1}
hinzu, womit aber die Suche nach einer möglichst elementaren oder natürlichen charakterisierenden Eigenschaft nicht beendet war. Emil Artin diskutierte 1931 die mögliche Kennzeichnung durch Funktionalgleichungen.

### Der Satz von Bohr-Mollerup
Der Satz von Bohr-Mollerup (Harald Bohr und Johannes Mollerup 1922) erlaubt eine einfache Charakterisierung der Gammafunktion:
Eine Funktion {\displaystyle G\colon \mathbb {R} _{>0}\to \mathbb {R} _{>0}} ist in diesem Bereich genau dann gleich der Gammafunktion, wenn sie die folgenden Eigenschaften erfüllt:
1. {\displaystyle G(1)=1},
2. {\displaystyle G(x+1)=x\cdot G(x)} für alle {\displaystyle x} und
3. {\displaystyle G} ist logarithmisch konvex, das heißt {\displaystyle x\mapsto \log G(x)} ist eine konvexe Funktion.

Diese Axiome sind bei Nicolas Bourbaki der Ausgangspunkt für die Darstellung der Theorie der Gammafunktion.

### Der Satz von Wielandt
Der Satz von Wielandt über die Gammafunktion (Helmut Wielandt 1939) charakterisiert die Gammafunktion als holomorphe Funktion und besagt:
Eine holomorphe Funktion {\displaystyle G}, definiert auf einem Gebiet {\displaystyle D}, das den Streifen {\displaystyle S=\{x\in \mathbb {C} \mid 1\leq \operatorname {Re} (x)<2\}} enthält, ist genau dann gleich der Gammafunktion auf {\displaystyle D}, wenn gilt:
1. {\displaystyle G(1)=1,}
2. {\displaystyle G(x+1)=x\cdot G(x),}
3. {\displaystyle |G|} ist auf dem Streifen {\displaystyle S} beschränkt, das heißt, es existiert ein {\displaystyle c>0}, sodass {\displaystyle |G(x)|<c} für alle {\displaystyle x} aus {\displaystyle S}.

Genauer gilt {\displaystyle |\Gamma (x)|\leq \Gamma (\operatorname {Re} (x))} für alle {\displaystyle x} mit {\displaystyle \operatorname {Re} (x)>0}.

## Weitere Darstellungsformen

### Gaußsche und Weierstraßsche Darstellung
Neben der Darstellung der Gammafunktion aus der Definition gibt es noch andere äquivalente Darstellungen. Eine direkte Definition von {\displaystyle \Gamma (x)} für alle {\displaystyle x\in \mathbb {C} \setminus \{0,-1,-2,\dotsc \}} gibt die Produktdarstellung der Gammafunktion nach Gauß,
{\displaystyle \Gamma (x)=\lim _{n\to \infty }{\frac {n!\,n^{x}}{x(x+1)(x+2)\dotsm (x+n)}},}
die für positive reelle Zahlen bereits von Euler 1729 angegeben wurde. Daraus abgeleitet ist die Darstellung von {\displaystyle 1/\Gamma } als Weierstraß-Produkt:
{\displaystyle 1/\Gamma (x)=x\cdot \prod _{n=1}^{\infty }\left(1+{\frac {x}{n}}\right)\mathrm {e} ^{-x\log({\frac {n+1}{n}})}=x\cdot \mathrm {e} ^{\gamma \,x}\cdot \prod _{n=1}^{\infty }\left(1+{\frac {x}{n}}\right)\mathrm {e} ^{-x/n}}
mit der Euler-Mascheroni-Konstanten {\displaystyle \gamma =\lim _{n\to \infty }\left(({\tfrac {1}{1}}+{\tfrac {1}{2}}+{\tfrac {1}{3}}+\dotsb +{\tfrac {1}{n}})-\log n\right)}. Das zweite Produkt wird üblicherweise als Weierstraßsche Darstellung bezeichnet, Karl Weierstraß verwendete jedoch nur das erste.

### Eulersche Darstellung
Die Integraldarstellung aus der Definition geht ebenfalls auf Euler 1729 zurück, sie gilt allgemeiner für komplexe Zahlen mit positivem Realteil:
{\displaystyle \Gamma (x)=\int _{0}^{\infty }t^{x-1}\mathrm {e} ^{-t}\,\mathrm {d} t,}     wenn     {\displaystyle \operatorname {Re} (x)>0.}
Durch die Zerlegung dieses Integrals folgerte E. F. Prym 1876 eine in ganz {\displaystyle \mathbb {C} \setminus \{0,-1,-2,-3,\dotsc \}} gültige Darstellung:
{\displaystyle \Gamma (x)=\sum _{n=0}^{\infty }{\frac {(-1)^{n}}{n!(n+x)}}+\int _{1}^{\infty }t^{x-1}e^{-t}\mathrm {d} t}
Eine andere Variante der Eulerschen Integraldarstellung gibt es für {\displaystyle x\in \mathbb {C} } mit {\displaystyle 0<\operatorname {Re} (x)<1}:
{\displaystyle \Gamma (x)=\mathrm {e} ^{\pi \mathrm {i} x/2}\int _{0}^{\infty }t^{x-1}\mathrm {e} ^{-\mathrm {i} t}\,\mathrm {d} t}
Aus dieser Darstellung lassen sich zum Beispiel auf elegante Weise die Fresnelschen Integralformeln ableiten.

### Hankelsche Darstellung
Der deutsche Mathematiker Hermann Hankel gab folgende Integraldarstellung der Gammafunktion über ein komplexes Kurvenintegral:
{\displaystyle {\frac {1}{\Gamma (z)}}={\frac {1}{2\pi i}}\int _{\mathcal {C}}s^{-z}e^{s}\mathrm {d} s}
Dabei verläuft die Kurve {\displaystyle {\mathcal {C}}} von {\displaystyle -\infty } kommend knapp unterhalb der reellen Achse, umläuft den Ursprung in einem Halbkreis, um knapp oberhalb der reellen Achse wieder nach {\displaystyle -\infty } zu laufen.

### Darstellung nach Whittaker und Watson
Für den natürlichen Logarithmus aus der Gammafunktion existieren auch einige Integralrepresentationen für die Gammafunktion. Eine solche Integralrepresentation wurde durch die britischen Mathematiker Edmund Taylor Whittaker und George Neville Watson entdeckt:
{\displaystyle \ln \left(\Gamma (x)\right)=\left(x-{\frac {1}{2}}\right)\ln(x)-x+{\frac {1}{2}}\ln(2\pi )+2x\int _{0}^{\infty }{\frac {\arctan(y)}{\exp(2\pi xy)-1}}\,\mathrm {d} y}
Diese Formel kann auch mit Hilfe der Abel-Plana-Summenformel hergeleitet werden.

### Kummersche Reihen
Ernst Eduard Kummer gab 1847 die Fourierentwicklung der logarithmischen Gammafunktion an:
{\displaystyle \log \Gamma (x)=\left({\tfrac {1}{2}}-x\right){\bigl (}\gamma +\log(2\pi ){\bigr )}+{\frac {1}{2}}\log {\frac {\pi }{\sin(\pi x)}}+{\frac {1}{\pi }}\sum _{k=2}^{\infty }{\frac {\log k}{k}}\sin(2\pi kx)}     für     {\displaystyle 0<x<1}
Sie heißt auch Kummersche Reihe. Bereits 1846 fand Carl Johan Malmstén eine ähnliche Reihe:
{\displaystyle \log {\frac {\Gamma ({\tfrac {1}{2}}+x)}{\Gamma ({\tfrac {1}{2}}-x)}}=-2x\,\left(\gamma +\log(2\pi )\right)+{\frac {2}{\pi }}\sum _{k=2}^{\infty }(-1)^{k}{\frac {\log k}{k}}\sin(2\pi kx)}     für     {\displaystyle -{\tfrac {1}{2}}<x<{\tfrac {1}{2}}}

### Harmonische Reihe
Gegeben ist diese Identität für die harmonische Reihenfunktion:
{\displaystyle \operatorname {H} (x)=\int _{0}^{\infty }{\frac {1-\exp(-xy)}{\exp(y)-1}}\,\mathrm {d} y}
Deswegen ist folgende Integralidentität für den Logarithmus naturalis der Fakultätsfunktion gültig:
{\displaystyle \gamma \,x+\ln \left(\Gamma (x+1)\right)=\int _{0}^{\infty }{\frac {\exp(-xy)+xy-1}{y\left(\exp(y)-1\right)}}\,\mathrm {d} y}
Aus der gezeigten Formel kann das Element der Mascheroni-Konstante so entfernt werden:
{\displaystyle \ln \left(\Gamma (x+1)\right)=\int _{0}^{\infty }{\frac {1}{y}}\left\{x\exp(-y)-{\frac {1-\exp(-xy)}{\exp(y)-1}}\right\}\,\mathrm {d} y}
Für nähere Herleitungen siehe den Artikel Euler-Mascheroni-Konstante.
Für die Debyeschen Funktionen gilt:
{\displaystyle \int _{0}^{\infty }{\frac {x^{z}}{\exp(x)-1}}\,\mathrm {d} x=\Gamma (z+1)\,\zeta (z+1)}
Die zuvor genannte Integralidentität für die harmonische Reihenfunktion kann so dargestellt werden:
{\displaystyle \operatorname {H} (x)=\int _{0}^{\infty }{\frac {1-\exp(-xy)}{\exp(y)-1}}\,\mathrm {d} y=\int _{0}^{\infty }{\frac {1}{\exp(y)-1}}\left(\sum _{m=1}^{\infty }{\frac {(xy)^{2m-1}}{\Gamma (2m)}}-{\frac {(xy)^{2m}}{\Gamma (2m+1)}}\right)\mathrm {d} y}
{\displaystyle =\sum _{m=1}^{\infty }\int _{0}^{\infty }{\frac {1}{\exp(y)-1}}\left({\frac {(xy)^{2m-1}}{\Gamma (2m)}}-{\frac {(xy)^{2m}}{\Gamma (2m+1)}}\right)\mathrm {d} y=}
{\displaystyle =\sum _{m=1}^{\infty }\left({\frac {x^{2m-1}}{\Gamma (2m)}}\int _{0}^{\infty }{\frac {y^{2m-1}}{\exp(y)-1}}\,\mathrm {d} y-{\frac {x^{2m}}{\Gamma (2m+1)}}\int _{0}^{\infty }{\frac {y^{2m}}{\exp(y)-1}}\,\mathrm {d} y\right)=}
{\displaystyle =\sum _{m=1}^{\infty }\left({\frac {\Gamma (2m)\zeta (2m)x^{2m-1}}{\Gamma (2m)}}-{\frac {\Gamma (2m+1)\zeta (2m+1)x^{2m}}{\Gamma (2m+1)}}\right)=}
{\displaystyle =\sum _{m=1}^{\infty }\left(\zeta (2m)x^{2m-1}-\zeta (2m+1)x^{2m}\right)}
Die folgende Formel kann darauf aufgestellt werden:
{\displaystyle \gamma \,x+\ln \left(\Gamma (x+1)\right)=\sum _{m=1}^{\infty }\left({\frac {\zeta (2m)}{2m}}\,x^{2m}-{\frac {\zeta (2m+1)}{2m+1}}\,x^{2m+1}\right)}
Jedoch ist diese Formel nur für Werte {\displaystyle |x|\leq 1} gültig beziehungsweise konvergent.
Außerdem gilt folgende verallgemeinerte Identität für die Mascheronische Konstante:
{\displaystyle \gamma \,x+\ln \left(\Gamma (x+1)\right)=\sum _{n=1}^{\infty }\left({\frac {x}{n}}-\ln {\biggl (}1+{\frac {x}{n}}{\biggr )}\right)}
Die soeben genannte Formel mit der Riemannschen Zetafunktion geht dann durch Darstellung der soeben gezeigten Formel mittels Stammfunktion der geometrischen Reihe und anschließenden Einsatz der Definition der Riemannschen Zetafunktion hervor:
{\displaystyle \zeta (s)=\sum _{n=1}^{\infty }{\frac {1}{n^{s}}}}

## Grundlegende Funktionalgleichungen
Die Gammafunktion genügt der Funktionalgleichung
{\displaystyle \Gamma (x+1)=x\cdot \Gamma (x)}     mit     {\displaystyle \Gamma (1)=1.}
Mit dem Ergänzungssatz der Gammafunktion (Euler 1749)
{\displaystyle \Gamma (x)\cdot \Gamma (1-x)={\frac {\pi }{\sin(\pi x)}}}     für     {\displaystyle x\in \mathbb {C} \setminus \mathbb {Z} }
erhält man {\displaystyle \Gamma ({\tfrac {1}{2}})={\sqrt {\pi }}=1{,}77245\,38509\,05516\,02729\dotso } (Folge A002161 in OEIS) sowie
{\displaystyle \Gamma (-n+{\tfrac {1}{2}})={\frac {n!\,(-4)^{n}}{(2n)!}}\,{\sqrt {\pi }}}     und     {\displaystyle \Gamma (n+{\tfrac {1}{2}})={\frac {(2n)!}{n!\,4^{n}}}\,{\sqrt {\pi }}}     für     {\displaystyle n=0,1,2,\dotsc }
Mit allgemeiner gewähltem {\displaystyle n} wird aus der letzten Formel die Legendresche Verdopplungsformel (Legendre 1809)
{\displaystyle \Gamma \left({\frac {x}{2}}\right)\cdot \Gamma \left({\frac {x+1}{2}}\right)={\frac {\sqrt {\pi }}{2^{x-1}}}\cdot \Gamma (x)}     für     {\displaystyle x\in \mathbb {C} \setminus \{0,-1,-2,\dotsc \}.}
Diese ist ein Spezialfall der Gaußschen Multiplikationsformel (Gauß 1812)
{\displaystyle \Gamma \left({\frac {x}{n}}\right)\cdot \Gamma \left({\frac {x+1}{n}}\right)\cdots \Gamma \left({\frac {x+n-1}{n}}\right)={\frac {(2\pi )^{(n-1)/2}}{n^{\,x-1/2}}}\cdot \Gamma (x)}     für     {\displaystyle n=1,\,2,\,3,\,\ldots }     und     {\displaystyle x\in \mathbb {C} \setminus \{0,-1,-2,\dotsc \}.}

## Gammafunktionswerte an rationalen Argumenten

### Der elementare Wert Gamma(1/2)
Es gilt {\displaystyle \Gamma ({\tfrac {1}{2}})={\sqrt {\pi }}\approx 1{,}77245} mit der Kreiszahl {\displaystyle \pi }.
Der erste nun folgende Beweis dafür wird über das Gaußsche Fehlerintegral und den Satz von Fubini bewerkstelligt:
| Der Funktionswert Gamma(1/2) taucht als Integral der Gaußschen Glockenkurve auf: {\displaystyle \Gamma \left({\tfrac {1}{2}}\right)=\int _{0}^{\infty }x^{-1/2}\exp(-x)\,\mathrm {d} x=2\int _{0}^{\infty }\exp \left(-x^{2}\right)\,\mathrm {d} x} mit der Substitution {\displaystyle \phi (x)=x^{2}}. Durch den Satz von Fubini lässt sich folgende Formel herleiten: {\displaystyle {\color {blueviolet}\left(\int _{0}^{\infty }f(x)\,\mathrm {d} x\right)^{2}=\int _{0}^{1}\int _{0}^{\infty }2\,x\,f(x)\,f(xy)\,\mathrm {d} x\,\mathrm {d} y}} Eingesetzt entsteht dann folgendes Resultat: {\displaystyle {\color {blueviolet}\left(\int _{0}^{\infty }\exp \left(-x^{2}\right)\,\mathrm {d} x\right)^{2}=\int _{0}^{1}\int _{0}^{\infty }2x\exp \left(-x^{2}\right)\exp \left(-x^{2}y^{2}\right)\,\mathrm {d} x\,\mathrm {d} y=}} {\displaystyle {\color {blueviolet}=\int _{0}^{1}\int _{0}^{\infty }2x\exp \left(-x^{2}(y^{2}+1)\right)\,\mathrm {d} x\,\mathrm {d} y=\int _{0}^{1}{\frac {1}{y^{2}+1}}\mathrm {d} y={\frac {\pi }{4}}}} Daraus folgt: {\displaystyle \Gamma \left({\tfrac {1}{2}}\right)={\sqrt {\pi }}} |

Der zweite Beweis für Gamma(1/2) wird über das Wallissche Produkt absolviert:
| Das Wallissche Produkt lässt sich auf folgende Weise darstellen: {\displaystyle \prod _{k=1}^{\infty }{\frac {4k(k+1)}{(2k+1)^{2}}}={\frac {\pi }{4}}} Folgender Bruch hat folgenden Grenzwert: {\displaystyle \lim _{n\rightarrow \infty }{\frac {\Gamma (n+1){\sqrt {n+1}}}{\Gamma (n+3/2)}}=\lim _{n\rightarrow \infty }{\frac {\sqrt {\Gamma (n+1)\Gamma (n+2)}}{\Gamma (n+3/2)}}=1} Für alle n ∈ ℕ gelten folgende Ausdrücke: {\displaystyle \Gamma (n+1){\sqrt {n+1}}=\prod _{k=1}^{n}{\sqrt {k(k+1)}}} {\displaystyle {\frac {1}{\Gamma (n+3/2)}}={\frac {1}{\Gamma (3/2)}}\prod _{k=1}^{n}{\frac {2}{2k+1}}} Folglich gilt diese Formel: {\displaystyle \lim _{n\rightarrow \infty }\left(\prod _{k=1}^{n}{\sqrt {k(k+1)}}{\frac {1}{\Gamma (3/2)}}\prod _{k=1}^{n}{\frac {2}{2k+1}}\right)=1} Die Formel wird nach {\displaystyle \Gamma (3/2)} aufgelöst: {\displaystyle \Gamma (3/2)=\lim _{n\rightarrow \infty }\left(\prod _{k=1}^{n}{\sqrt {k(k+1)}}\prod _{k=1}^{n}{\frac {2}{2k+1}}\right)=} {\displaystyle =\lim _{n\rightarrow \infty }\left(\prod _{k=1}^{n}{\sqrt {k(k+1)}}{\frac {2}{2k+1}}\right)=\prod _{k=1}^{\infty }{\sqrt {k(k+1)}}{\frac {2}{2k+1}}=} {\displaystyle ={\sqrt {\prod _{k=1}^{\infty }{\frac {4k(k+1)}{(2k+1)^{2}}}}}={\sqrt {\frac {\pi }{4}}}={\frac {1}{2}}{\sqrt {\pi }}} Daraus folgt ebenso: {\displaystyle \Gamma {\bigl (}{\tfrac {1}{2}}{\bigr )}=2\,\Gamma {\bigl (}{\tfrac {3}{2}}{\bigr )}={\sqrt {\pi }}} |

### Die lemniskatischen Werte Gamma(1/4) und Gamma(3/4)
Mit der lemniskatischen Konstante {\displaystyle \varpi } gilt diese Formel:
{\displaystyle \Gamma \left({\frac {1}{4}}\right)={\sqrt {2\varpi \,{\sqrt {2\pi }}}}=2\,\pi ^{1/4}K({\tfrac {1}{2}}{\sqrt {2}})^{1/2}=3{,}62560\,99082\,21908\,31193\dotso } (Folge A068466 in OEIS).
Und wegen des Ergänzungssatzes und der Legendreschen Identität gilt:
{\displaystyle \Gamma \left({\frac {3}{4}}\right)={\sqrt {2}}\pi /\Gamma \left({\frac {1}{4}}\right)={\frac {\sqrt[{4}]{\pi ^{3}}}{{\sqrt[{4}]{2}}{\sqrt {\varpi }}}}=\pi ^{1/4}\left(2\,E\left({\frac {1}{2}}{\sqrt {2}}\right)-K\left({\frac {1}{2}}{\sqrt {2}}\right)\right)^{1/2}=1{,}22541\,67024\,65177\,64512\,90983\dotso }
Hierbei ist K das vollständige elliptische Integral erster Ordnung:
{\displaystyle K(\varepsilon )=\int _{0}^{\pi /2}{\frac {1}{\sqrt {1-\varepsilon ^{2}\sin(\varphi )^{2}}}}\,\mathrm {d} \varphi =\int _{0}^{1}{\frac {2}{\sqrt {(x^{2}+1)^{2}-4\varepsilon ^{2}x^{2}}}}\,\mathrm {d} x}
Und E ist das vollständige elliptische Integral zweiter Ordnung:
{\displaystyle E(\varepsilon )=\int _{0}^{\pi /2}{\sqrt {1-\varepsilon ^{2}\sin(\varphi )^{2}}}\,\mathrm {d} \varphi =\int _{0}^{1}{\frac {2{\sqrt {(x^{2}+1)^{2}-4\varepsilon ^{2}x^{2}}}}{(x^{2}+1)^{2}}}\,\mathrm {d} x}

### Die äquianharmonischen Werte Gamma(1/3) und Gamma(2/3)
Die Gammafunktionswerte der Drittel können ebenso mit Hilfe elliptischer Integrale erster und zweiter Ordnung dargestellt werden:
{\displaystyle \Gamma \left({\frac {1}{3}}\right)={\frac {2^{7/9}}{3^{1/12}}}{\pi }^{1/3}\left(K\left(\sin \left(\pi /12\right)\right)\right)^{1/3}}
{\displaystyle \Gamma \left({\frac {2}{3}}\right)={\frac {2^{2/9}}{3^{5/12}}}{\pi }^{2/3}\left(K\left(\sin \left(\pi /12\right)\right)\right)^{-1/3}={\frac {2^{5/9}}{3^{5/12}}}\,\pi ^{1/3}\left(2{\sqrt {3}}\ E\left(\sin \left(\pi /12\right)-\left({\sqrt {3}}+1\right)K\left(\sin \left(\pi /12\right)\right)\right)\right)^{1/3}}

### Informationen über elliptische Gammafunktionswerte von Brüchen
Gregory Chudnovsky zeigte 1975, dass jede der Zahlen {\displaystyle \Gamma (1/6)}, {\displaystyle \Gamma (1/4)}, {\displaystyle \Gamma (1/3)}, {\displaystyle \Gamma (2/3)}, {\displaystyle \Gamma (3/4)} und {\displaystyle \Gamma (5/6)} transzendent und algebraisch unabhängig von {\displaystyle \pi } ist. Sie sind nicht elementar darstellbar, können aber über algebraische Kombinationen von vollständigen elliptischen Integralen erster und zweiter Art dargestellt werden. Hingegen ist beispielsweise von dem Funktionswert {\displaystyle \Gamma (1/5)=4{,}59084\,37119\,98803\,05320\,\dotso } (Folge A175380 in OEIS) nicht einmal bekannt, ob er irrational ist. Und bei diesem Wert ist eine Darstellung aus einer algebraischen Kombination von vollständigen elliptischen Integralen erster und zweiter Art und aus algebraischen Vorfaktoren als einzige Komponenten in der betroffenen Darstellung nicht möglich. Wenn aber vollständige elliptische Integrale erster Art oder zweiter Art selbst durch eine algebraische Kombination von Gammafunktionswerten rationaler Zahlen dargestellt werden können, dann ist der elliptische Modul von den betroffenen vollständigen elliptischen Integralen komplett immer ein Lambda-Stern-Funktionswert von einer rationalen Zahl. Solche elliptischen Integrale werden im deutschen Sprachraum als Singuläre Elliptische Integralwerte und im englischen Sprachraum als Elliptic Integral Singular Values bezeichnet.

## Kurvendiskussion

### Ableitung und Digammafunktion
Die Ableitung der Gammafunktion stimmt mit dem Produkt aus Gammafunktion und Digammafunktion überein:
{\displaystyle {\frac {\mathrm {d} }{\mathrm {d} x}}\,\Gamma (x)=\Gamma '(x)=\psi (x)\,\Gamma (x)}
Die Digammafunktion erhält man, wenn man die harmonische Reihenfunktion im Koordinatensystem um 1 nach rechts und um die Euler-Mascheroni-Konstante nach unten verschiebt:
{\displaystyle \psi (x)=\mathrm {H} (x-1)-\gamma }

### MacLaurinsche Reihe für den Gamma-Kehrwert
Die MacLaurinsche Reihe beziehungsweise Taylorsche Reihe für die Gammafunktion und ihren Kehrwert wurde insbesondere durch Leonhard Euler und Lorenzo Mascheroni erforscht. Der Kehrwert der Gammafunktion hat folgenden ersten Ableitungswert und folgenden zweiten Ableitungswert am Koordinatenursprung:
{\displaystyle \left.{\frac {\mathrm {d} }{\mathrm {d} x}}\,{\frac {1}{\Gamma (x)}}\right|_{x=0}=1}
{\displaystyle \left.{\frac {\mathrm {d} ^{2}}{\mathrm {d} x^{2}}}\,{\frac {1}{\Gamma (x)}}\right|_{x=0}=2\,\gamma }
{\displaystyle \left.{\frac {\mathrm {d} ^{3}}{\mathrm {d} x^{3}}}\,{\frac {1}{\Gamma (x)}}\right|_{x=0}=-{\frac {1}{2}}(\pi ^{2}-6\,\gamma ^{2})}
Anders als der Ableitungswert der reziproken Gammafunktion an der Stelle {\displaystyle x=0} nimmt der Ableitungswert an der Stelle {\displaystyle x=1} einen nicht elementaren Wert an:
{\displaystyle \left.{\frac {\mathrm {d} }{\mathrm {d} x}}\,{\frac {1}{\Gamma (x)}}\right|_{x=1}=\gamma }
Auch in den drei zuletzt genannten Formeln wird mit dem Kürzel {\displaystyle \gamma } die Mascheronische Konstante repräsentiert. Der Graph vom Kehrwert der Gammafunktion nimmt im Intervall von {\displaystyle x=0} bis {\displaystyle x=1} einen sigmoiden Verlauf an. Die MacLaurinsche Reihe für den Gamma-Kehrwert wurde insbesondere durch Wrench in seinem Werk Concerning Two Series for the Gamma Function aus dem Jahr 1968 akkurat beschrieben. Ebenso erforschten die Mathematiker Bourguet (1883), Davis (1933), Isaacson und Salzer (beide 1943) diese Reihenentwicklung.

## Integration

### Stammfunktion der Gammafunktion
Das Integral der Gammafunktion selbst ist nicht als elementare Kombination von der Gammafunktion und anderen elementaren Funktionen darstellbar. Diese Tatsache wurde vom Mathematiker Otto Hölder gezeigt. Aber folgende Integraldarstellung existiert für die Stammfunktion der Gammafunktion:
{\displaystyle \int _{1}^{x}\Gamma (w)\,\mathrm {d} w=\int _{0}^{\infty }{\frac {y^{x-1}-1}{\ln(y)\exp(y)}}\,\mathrm {d} y}
Als Stammfunktion der von Euler verwendeten Integralformel für die Gammafunktion geht diese Formel hervor. Denn das durch den Punkt P(0|1) verlaufende Integral einer verallgemeinerten Exponentialfunktion bezüglich des Ausdrucks im Exponenten ergibt immer das Produkt dieser Exponentialfunktion dividiert durch den Logarithmus naturalis von der betroffenen konstanten Basis. Beispielsweise gilt:
{\displaystyle \int _{1}^{2}\Gamma (w)\,\mathrm {d} w=\int _{0}^{\infty }{\frac {y-1}{\ln(y)\exp(y)}}\,\mathrm {d} y=0{,}92274595068063060514388\ldots }

### Fransén-Robinson-Konstante
Das uneigentliche Integral von Null bis Unendlich beim Kehrwert der Gammafunktion nimmt den Wert der Fransén-Robinson-Konstante an:
{\displaystyle \mathrm {F} =\int _{0}^{\infty }{\frac {1}{\Gamma (x)}}\,\mathrm {d} x}
Diese Konstante hat folgende Integralidentität bezüglich der elementaren Funktionen und Werte:
{\displaystyle \mathrm {F} =\mathrm {e} +\int _{0}^{\infty }{\frac {\exp(-x)}{\ln(x)^{2}+\pi ^{2}}}\,\mathrm {d} x}
{\displaystyle \mathrm {F} \approx 2{,}807770242028519365225\ldots }
Mit dem Buchstaben e wird an dieser Stelle die Eulersche Zahl ausgedrückt.

### Hyperfakultät und Superfakultät
Der natürliche Logarithmus der Gammafunktion beziehungsweise der Gaußschen Pifunktion wird mit der Hyperfakultät integriert:
{\displaystyle \int _{0}^{x}\ln \left(\Gamma (y+1)\right)\,\mathrm {d} y=\ln \left(\operatorname {hf} (x)\right)-{\frac {x}{2}}\left(x+1-\ln(2\pi )\right)=}
{\displaystyle =(x+1)\ln \left(\Gamma \left(x+1\right)\right)-\ln \left(\operatorname {sf} (x)\right)-{\frac {x}{2}}\left(x+1-\ln \left(2\,\pi \right)\right)}
Das Kürzel {\displaystyle \operatorname {hf} } stellt die Hyperfakultät und das Kürzel {\displaystyle \operatorname {sf} } stellt die Superfakultät dar.
Auf folgende Weise ist die Superfakultät für alle reellen Werte {\displaystyle x\in \mathbb {R} } definiert:
{\displaystyle \operatorname {sf} (x)=\Gamma (x+1)\exp \left({\frac {x}{2}}\left(\ln(2\,\pi )-\gamma \,x-x-1\right)\right)\prod _{n=1}^{\infty }\left(\left(1+{\frac {x}{n}}\right)^{n}\exp \left({\frac {x^{2}}{2n}}-x\right)\right)}
Und auf diese Weise kann die Hyperfakultät definiert werden:
{\displaystyle \operatorname {hf} (x)=\exp \left({\frac {x}{2}}\left(x+1-\ln(2\,\pi )-\gamma \,x\right)\right)\prod _{n=1}^{\infty }\left(\left(1+{\frac {x}{n}}\right)^{-n-x}\exp \left({\frac {x^{2}}{2n}}+x\right)\right)}
Sukzessiv hierzu kann die Hyperfakultät auch so definiert werden:
{\displaystyle \operatorname {hf} (x)=\operatorname {sf} (x)^{-1}\Pi (x)^{x+1}=\operatorname {sf} (x)^{-1}\Gamma (x+1)^{x+1}}
Für Hyperfakultät und Superfakultät gelten diese Rekursionsformeln, die zur sukzessiven Ermittlung der Werte dieser Funktionen für natürlichzahlige Abszissenwerte dienen:
{\displaystyle \operatorname {hf} (0)=1}
{\displaystyle \operatorname {hf} (x)=x^{x}\operatorname {hf} (x-1)}
{\displaystyle \operatorname {sf} (0)=1}
{\displaystyle \operatorname {sf} (x)=\Pi (x)\operatorname {sf} (x-1)}
Für alle natürlichen Zahlen {\displaystyle n\in \mathbb {N} } gelten somit diese Formeln:
{\displaystyle \operatorname {hf} (n)=\prod _{m=1}^{n}m^{m}}
{\displaystyle \operatorname {sf} (n)=\prod _{m=1}^{n}m!}
Für Hyperfakultät und Superfakultät werden im nun Folgenden die ersten Zahlen aufgezählt:
| {\displaystyle \operatorname {hf} (0)=1} | {\displaystyle \operatorname {hf} (1)=1} | {\displaystyle \operatorname {hf} (2)=4} | {\displaystyle \operatorname {hf} (3)=108} | {\displaystyle \operatorname {hf} (4)=27\,648} | {\displaystyle \operatorname {hf} (5)=86\,400\,000} |
| {\displaystyle \operatorname {sf} (0)=1} | {\displaystyle \operatorname {sf} (1)=1} | {\displaystyle \operatorname {sf} (2)=2} | {\displaystyle \operatorname {sf} (3)=12} | {\displaystyle \operatorname {sf} (4)=288} | {\displaystyle \operatorname {sf} (5)=34\,560} |

## Zusammenhang mit der Riemannschen ζ-Funktion
Bernhard Riemann brachte 1859 die Gammafunktion mit der Riemannschen ζ-Funktion über die Formel
{\displaystyle \Gamma (s)\,\zeta (s)=\int _{0}^{\infty }{\frac {x^{s-1}}{\mathrm {e} ^{x}-1}}\,\mathrm {d} x}
und die folgende Feststellung in Beziehung: Der Ausdruck {\displaystyle \Gamma (s/2)\,\pi ^{-s/2}\,\zeta (s)} „bleibt ungeändert, wenn {\displaystyle s} in {\displaystyle 1-s} verwandelt wird“, also
{\displaystyle \Gamma (s/2)\,\pi ^{-s/2}\,\zeta (s)=\Gamma {\bigl (}(1-s)/2{\bigr )}\,\pi ^{-(1-s)/2}\,\zeta (1-s).}

## Näherungsweise Berechnung

### Stirlingsche Formel
Näherungswerte der Gammafunktion für {\displaystyle x>0} liefert unter anderem die Stirlingsche Formel, es gilt
{\displaystyle \Gamma (x)={\sqrt {2\pi }}\,x^{x-1/2}\,\mathrm {e} ^{-x}\,\mathrm {e} ^{\mu (x)}}     mit     {\displaystyle 0<\mu (x)<1/(12x).}

### Rekursive Näherung
Aus der Funktionalgleichung
{\displaystyle \Gamma (z+1)=z\cdot \Gamma (z)}
können aus bekannten Funktionswerten in einem Streifen der Breite 1 in {\displaystyle \operatorname {Re} (z)} die Werte in jedem anderen entsprechenden Streifen rekursiv berechnet werden. Mit
{\displaystyle \log \Gamma (z)=\log \Gamma (z+1)-\log z}
kann man von einem Streifen auf den benachbarten mit kleinerem Realteil gelangen, und das {\displaystyle m}-fach. Da es für großes {\displaystyle |z|} sehr gute Näherungen für {\displaystyle \log \Gamma (z)} gibt, kann deren Genauigkeit in Bereiche übertragen werden, in denen direkte Anwendung der betreffenden Näherung nicht anzuraten wäre. Nach Rocktäschel empfiehlt sich, wie schon von Carl Friedrich Gauß bemerkt, die aus der Stirling-Formel abgeleitete asymptotische Entwicklung in {\displaystyle z}
{\displaystyle \operatorname {Ro} (z):={\frac {1}{2}}\log(2\pi )+\left(z-{\frac {1}{2}}\right)\left(\log \left(z-{\frac {1}{2}}\right)-1\right)\sim \log \Gamma (z)}.
Diese hat zwar im Nahbereich bei {\displaystyle z={\tfrac {1}{2}}} eine Irregularität, ist aber schon für {\displaystyle |z|>10} brauchbar. Mit dem Korrekturterm {\displaystyle -{\tfrac {1}{24}}\left(z-{\tfrac {1}{2}}\right)^{-1}} wird ihr Fehler auf die Größenordnung {\displaystyle {\mathcal {O}}(z^{-3})} für unbeschränkt wachsendes {\displaystyle |z|} verringert.
Die {\displaystyle m}-fache Anwendung dieser Näherung führt auf
{\displaystyle \log \Gamma (z)\approx \operatorname {Ro} (z+m)-\sum _{k=0}^{m-1}\log(z+k).}
Den komplexen Logarithmus berechnet man über die Polardarstellung von {\displaystyle z}. Für die meisten Anwendungen, etwa in der Wellenausbreitung, sollte {\displaystyle m=100} ausreichen.

## Unvollständige Gammafunktion
In der Literatur wird dieser Begriff, im Hinblick auf Integrationsgrenzen und Normierung (Regularisierung), nicht einheitlich verwendet.
Häufige Notationen sind:
{\displaystyle \gamma (a,x)=\int _{0}^{x}t^{a-1}\mathrm {e} ^{-t}\,\mathrm {d} t}     unvollständige Gammafunktion der oberen Grenze
{\displaystyle \Gamma (a,x)=\int _{x}^{\infty }t^{a-1}\mathrm {e} ^{-t}\,\mathrm {d} t}     unvollständige Gammafunktion der unteren Grenze
{\displaystyle \operatorname {P} (a,x)={\frac {\gamma (a,x)}{\Gamma (a)}}}     regularisierte (unvollständige) Gammafunktion der oberen Grenze
{\displaystyle \operatorname {Q} (a,x)={\frac {\Gamma (a,x)}{\Gamma (a)}}}     regularisierte (unvollständige) Gammafunktion der unteren Grenze
Spricht man von einer regularisierten Gammafunktion, so impliziert dies schon, dass sie unvollständig ist.
{\displaystyle \Gamma (a,x,y)=\int _{x}^{y}t^{a-1}\mathrm {e} ^{-t}\,\mathrm {d} t}     oder     {\displaystyle \Gamma (a,x,y)={\frac {1}{\Gamma (a)}}\int _{x}^{y}t^{a-1}\mathrm {e} ^{-t}\,\mathrm {d} t}
steht für die verallgemeinerte unvollständige Gammafunktion.

## Verallgemeinerung
Eine Verallgemeinerung ist die multivariate Gammafunktion, die in der Wishart-Verteilung anzutreffen ist.